# موریل رابرتسون
موریل رابرتسون (انگلیسی: Muriel Robertson; ۸ آوریل ۱۸۸۳ – ۱۴ ژوئن ۱۹۷۳) FRS یک آغازی‌شناس و باکتریولوژیست اسکاتلندی در مؤسسه لیستر لندن از سال ۱۹۱۵ تا ۱۹۶۱ بود. او کشفیات کلیدی در مورد چرخه زندگی تریپانوزوم‌ها انجام داد. او یکی از اعضای مؤسس انجمن میکروبیولوژی به همراه الکساندر فلمینگ و مارجوری استفنسون بود. وی همچنین برندهٔ جوایزی همچون همکار انجمن سلطنتی شده است.

## اوایل زندگی و تحصیلات
رابرتسون در گلاسگو به دنیا آمد، هفتمین فرزند از میان ۱۲ فرزند الیزابت ریتر و همسرش، مهندس رابرت اندرو رابرتسون. تا زمان ورود به دانشگاه گلاسگو، در خانه آموزش دید. پس از مرگ ناگهانی پدرش در ۱۶ سالگی، ابتدا قصد داشت پزشکی بخواند؛ اما مادرش اصرار کرد که ابتدا مدرک هنر بگیرد. دروس مقدماتی علمی را می‌توانست در این مدرک بگنجاند و آنجا بود که اولین آموزش رسمی علمی خود را دریافت کرد. در کلاس‌های گراهام کر بود که اولین فرصت را برای کار روی چرخه‌های زندگی تک‌سلولی‌ها به دست آورد. این موضوع به یکی از مباحث و علایق اصلی او در طول زندگی تبدیل شد. پس از فارغ‌التحصیلی دو سال در گلاسگو کار کرد. یکی از پروژه‌های اولیه او مطالعه سودوسپورا ولووسیس، یک انگل تک‌سلولی از جلبک‌های غلتان بود.

## حرفه
در سال ۱۹۰۷ بورسیه کارنگی به او اعطا شد، که از ۱۹۰۷ تا ۱۹۱۰ آن را حفظ کرد. با این بورسیه توانست به سیلان (اکنون سریلانکا) نقل مکان کند تا عفونت‌های تریپانوزومی در خزندگان را مطالعه کند، جایی که آرتور ویلی، مدیر موزه کلمبو، فضایی برای کار در اختیارش گذاشت. سپس از ۱۹۱۰ تا ۱۹۱۱ به عضویت هیئت علمی مؤسسه لیستر لندن تحت نظر پروفسور ادوارد آلفرد مینچین درآمد.
در این زمان بود که شیوع جدی بیماری خواب در اوگاندا رخ داد که تصور می‌شد مسئول بیش از ۲۰۰٬۰۰۰ مرگ بوده است. سه هیئت متوالی تحت حمایت انجمن سلطنتی برای مطالعه این بیماری اعزام شدند. رابرتسون از ۱۹۱۱ تا ۱۹۱۴ به عنوان تک‌سلول‌شناس به آنچه که در آن زمان پروتکتورات اوگاندا نامیده می‌شد منصوب شد. او در آزمایشگاه انجمن سلطنتی در مپومو، نزدیک دریاچه ویکتوریا نیانزا کار کرد: کانون این بیماری. در آزمایشگاه، او چرخه زندگی تریپانوزوما گامبینسه (عامل بیماری تریپانوزومیازیس آفریقایی یا بیماری خواب) را در خون و حامل حشره‌ای آن، مگس تسه‌تسه مطالعه کرد و نتایج پیشگامانه خود را منتشر کرد، به ویژه مسیری را که تریپانوزوم به غدد بزاقی مگس منتقل می‌شود، مشخص کرد. در سال ۱۹۲۳ مدرک دکترای علوم خود را از دانشگاه گلاسگو برای رساله‌ای با عنوان «مطالعه تاریخچه زندگی برخی تریپانوزوم‌ها» دریافت کرد که شامل مطالعات سیتولوژیکی بسیار ظریفی بود. یک بررسی از این تحقیق در یادبود او، در مجله نیچر، بیان می‌کند: «کار او در این موضوع هرگز جایگزین نشده و حتی برابر نشده است، و دقت برخی از نتایج او … تنها اکنون به‌طور کامل درک می‌شود.»
با تشکیل کمیته تحقیقات پزشکی گرمسیری توسط شورای تحقیقات پزشکی در سال ۱۹۳۶، رابرتسون یکی از اولین افرادی بود که به این کمیته انتخاب شد.
رابرتسون در سال ۱۹۱۴، اندکی قبل از جنگ جهانی اول، به مؤسسه لیستر بازگشت. به جز دوره‌ای در مؤسسه آسیب‌شناسی حیوانات کمبریج در طول جنگ جهانی دوم، او تا سال ۱۹۶۱ در مؤسسه لیستر کار کرد. بیشتر کار او به عنوان تک‌سلول‌شناس بود، اما در هر دو جنگ جهانی روی باکتری‌شناسی کار کرد. تحقیقات او به روشن‌سازی و طبقه‌بندی باکتری‌های بی‌هوازی (کلستریدیا) که عمدتاً مسئول قانقاریای گازی هستند کمک کرد.